# Imprimatur
Imprimātur é um termo latino que se refere à permissão ou autorização concedida por  autoridades eclesiásticas  (antigamente, também pelos  censores régios) para que  determinado texto  seja impresso.  Essa autorização deve então figurar no verso da página de rosto ou do anterrosto. 
A palavra corresponde a uma substantivação do latim imprimātur ('que se imprima'), 3ª pessoa do singular do presente do subjuntivo passivo de imprimō  ('aperta sobre; imprime').  
Antes do Imprimatur, que é dado por um bispo, passa-se pelo censor da diocese, que dá o Nihil obstat ('nada contra'), e, se o autor do livro for membro de uma Ordem, o Superior, antes do censor,  dá o Imprimi potest (pode ser impresso). Sendo, pois, esta a sequência: Imprimi Potest, Nihil Obstat e, finalmente, o Imprimatur.
Tais autorizações aparecem normalmente da seguinte forma:
```
                                 Imprimatur
                          
                        
Nihil obstat
   
Imprimi potest
```